# Astérix el Galo (álbum)
Astérix el Galo (Astérix le Gaulois) es la historieta n.º 1 de la serie del mismo nombre, obra del guionista René Goscinny y del dibujante Albert Uderzo.
Esta historieta sirve de presentación de los elementos principales de la serie. Sin embargo, se encuentran en ella muchas diferencias con respecto a las posteriores de la saga, debido a que la construcción definitiva de los personajes se alcanzaría tiempo después.
La primera página fue publicada el 1 de junio de 1959 en el n.º 0, el de promoción, de la revista Pilote; la serie se publicó por entregas en esa misma revista desde su n.º 1 (29 de octubre del mismo año) hasta el n.º 38 (14 de julio de 1960).
En la portada del n.º 9 (24 de diciembre de 1959), se emplearon dibujos de personajes destacados de las historietas publicadas en la revista; entre ellos, uno de la cabeza de Astérix. Más adelante, el 17 de marzo de 1960, el personaje ocupó la portada del n.º 21.
En 1961, la editorial Dargaud publicó la historieta completa en forma de álbum en su llamada Colección Pilote, con una tirada de 6000 ejemplares.
En la pág. 35 de la historieta, en la mayoría de las ediciones los dibujos son del hermano de Albert Uderzo: Marcel, que había contribuido en el coloreado. Habiéndose perdido la plancha de esa página, Marcel se encargó de rehacer sus ilustraciones para una reimpresión de 1970. Las ediciones inglesas de Hodder & Stoughton, no obstante, reproducen las ilustraciones originales; esas reproducciones están hechas a partir de una copia, por lo que les falta nitidez. También en el mundo editorial británico, Orion Books empleó para su reedición del año 2004 las ilustraciones que habían sido rehechas para las ediciones francesas.
En las ediciones españolas no figura la autoría de la traducción. En el texto de la edición de la época falta la mayor parte de las tildes. En la edición española de la aventura siguiente, La hoz de oro (La Serpe d'or, 1960 - 1961; en álbum, 1962), se evitarían, práctica que ha sido muy común en español en la escritura con mayúsculas, especialmente en las historietas.
En 1999, el álbum fue incluido en la lista «Los 100 libros del siglo», tras un sondeo realizado por la empresa francesa Fnac y el diario parisino Le Monde.
Al ser la primera historieta de la serie y estar hecha por entregas, el dibujo, sobre todo el de los personajes, difiere del que se ve en los episodios posteriores. Incluso a lo largo de esta primera historieta los rasgos físicos de Astérix, Panorámix y Julio César van cambiando, y se van estableciendo poco a poco los que tendrán en las siguientes aventuras.
Los dos personajes principales de esta primera historieta son Astérix y Panoramix, mientras que Obélix tiene un papel totalmente secundario.
En la serie, el brebaje que hace crecer el pelo y el «antídoto» correspondiente son de las pocas preparaciones del druida que son distintas de la principal: la poción mágica que da fuerzas. No obstante, en el episodio El combate de los jefes (Le Combat des chefs, 1964 - 1965; en álbum, 1966) se puede ver a Panoramix y a otro druida preparando pociones relativamente inútiles por haber perdido ambos la memoria.

## Argumento
Ya conquistadas las Galias por los romanos, hay una aldea que resiste gracias a que sus habitantes se benefician de una poción mágica que les da mucha fuerza. Los romanos logran ingresar un espía en la aldea y, enterados del secreto de la resistencia, los legionarios de un campamento cercano capturan al viejo druida que prepara la poción. El guerrero principal del poblado irá a rescatar al anciano.

## Personajes
- Astérix – Guerrero galo, héroe de las aventuras de la serie.
- Obélix – Repartidor de menhires. Íntimo de Astérix.
- Panorámix – Druida de la aldea. Hace la poción mágica.
- Abraracúrcix – Jefe de la tribu gala.
- Asurancetúrix – Bardo de la aldea.
- Caius Bonus – Centurión del campamento romano de Petibónum.
- Marcus Sacapus - Segundo jefe romano, ayudante de Caius Bonus.
- Calígula Minus - Legionario romano que oficia de espía en la aldea gala.

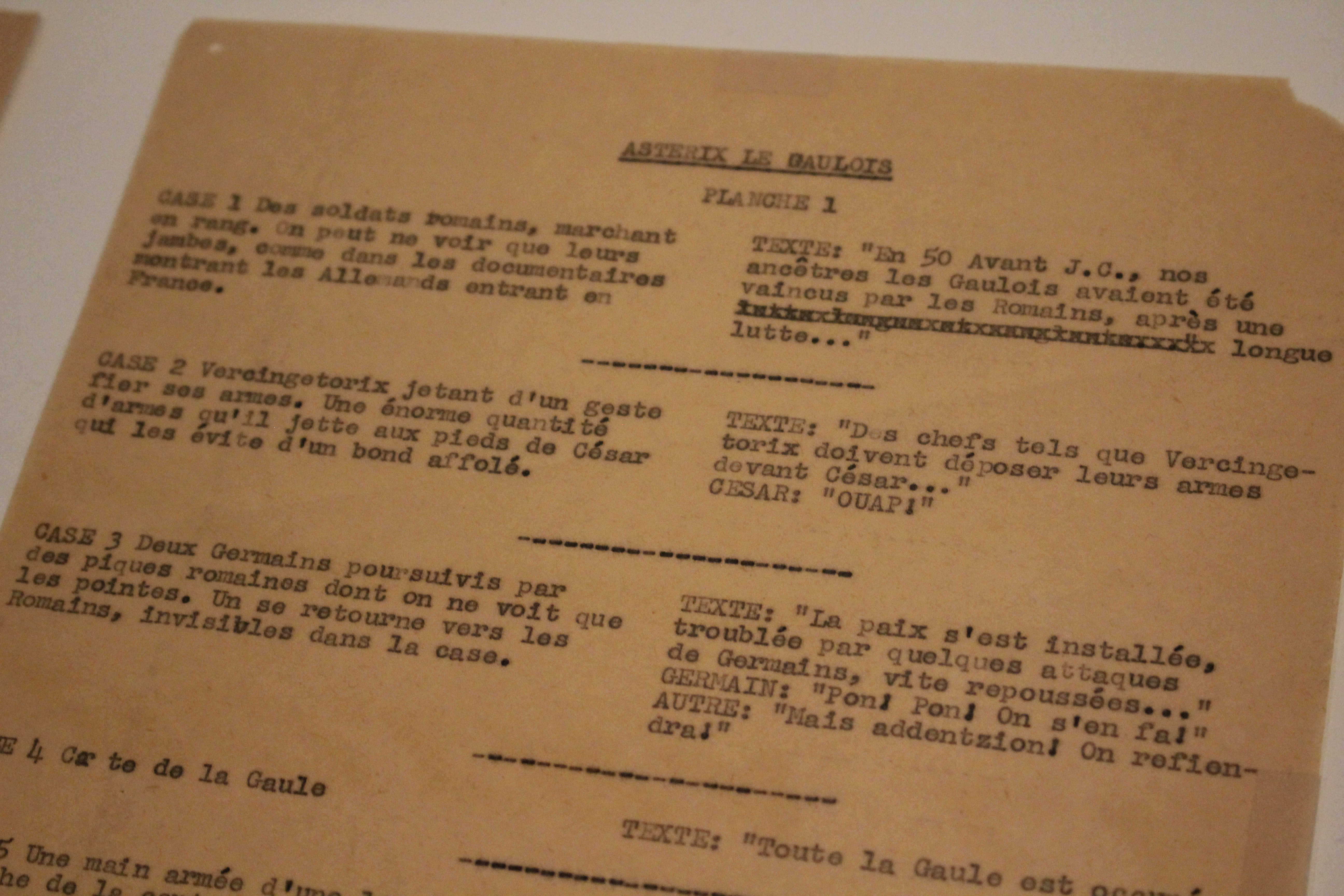
Principio del guion de Goscinny en la exposición de
su obra en el Museo de Arte y de Historia del Judaísmo.

- Julio César – Imperator romano.

## Desarrollo

### Introducción
En el año 50 antes de J.C., nuestros ancestros los galos habían sido vencidos por los romanos después de una larga lucha...
El caudillo galo Vercingétorix rinde sus armas a los pies de Julio César. Ya terminada la guerra, sólo quedan ataques residuales de los germanos, y pronto son rechazados.
- ¡Está bien! ¡Noz marrchamoz...! 

- ¡Perro volverremoz!
Con este aviso de vuelta se hace alusión al cruce de las fronteras en el siglo III que daría lugar a las invasiones germánicas.
Toda la Galia está ocupada.
¿Toda...? ¡No! ¡Una región resiste victoriosa al invasor: una pequeña región rodeada de campamentos romanos fortificados!

Los esfuerzos encaminados a doblegar a estos rebeldes han sido inútiles, y en Roma, César formula esta pregunta:

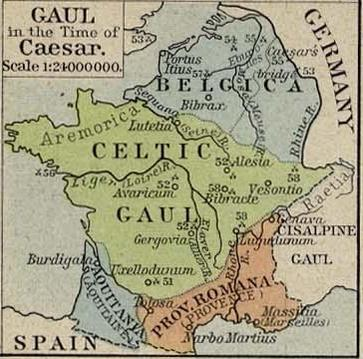
La Galia en el 58 a. C.

- Quid?

### Astérix va de cacería
En la aldea gala, el guerrero Astérix se dispone a ir al bosque a la caza del jabalí. Su amigo Obélix, repartidor de menhires, le pregunta si volverá pronto, y Astérix le contesta que estará de vuelta a la hora de comer.

Ya en el bosque, Astérix se encuentra con una patrulla romana.
- ¡Helo aquí! 
- Nuestro es.
- Ipso facto! 

- Sic!
Los legionarios reciben unos cuantos golpes de Astérix.
Ya lo veis: ¡los romanos pierden el oremus!
Los legionarios se quejan:
- Vae victis!

- ¿Quién dijo que...?

### El secreto de los galos
En el campamento de Petibonum, Julius Pompilius anuncia al centurión Caius Bonus que la patrulla está de vuelta.

Al ver el centurión en qué estado han quedado sus hombres al haber sido golpeados por uno solo que además era de corta estatura, se muestra extrañado.
- ¡Por Júpiter! ¡Tiene que haber un secreto en la fuerza de los galos!
En la aldea gala, Astérix invita a Obélix a comer el jabalí que ha cazado después de despachar a los legionarios. A diferencia de lo que ocurre en las aventuras siguientes, en esta ocasión Obélix se conforma con comerse un jabalí a medias con Astérix. Al enterarse del encuentro con los romanos, Obélix teme que luego tomen represalias; pero Astérix le dice que, mientras el druida de la aldea siga preparando la poción mágica que les da fuerzas, nada tienen que temer. Terminada la comida, van a buscar al druida para que dé una dosis de poción a Astérix.

Ya en el bosque, encuentran subido a un árbol para coger muérdago al druida Panoramix. Astérix llama al druida, y este da un grito y en seguida desciende del árbol aprovechando un dolmen que hay debajo y que también ha aprovechado para subir.
- Me asustaste y me corté con el podón.
Astérix dice al druida que ya es la hora de tomarse la poción. El anciano los conduce hasta su morada, que está también en el bosque.

En las aventuras siguientes, los galos de la aldea emplean la poción para propósitos muy concretos, pero no la toman constantemente. En esta primera historia, hacen tomas regulares, y, no obstante, verla preparar es un acontecimiento.[cita requerida] En otras historias de la serie, la morada de Panoramix es una casa más de la aldea.
Ya en la morada de Panoramix, éste se dispone a preparar el brebaje:
- ¡He aquí la poción que hace invencible! La poción que dobla las fuerzas del consumidor por un tiempo limitado.

En aventuras siguientes, la fuerza que se tiene al tomar la poción mágica no es el doble de la habitual, sino que es sobrehumana.
- ¿Cuál es la fórmula de la poción, oh druida?

- El origen de esta fórmula se pierde en la noche de los tiempos y sólo se transmite de boca de druida a oído de druida... Todo cuanto puedo decirte es que hay muérdago y langostas... ¡La langosta no es imprescindible, pero le da buen gusto!
En aventuras posteriores de la serie, se presenta la poción como invento del propio Panorámix.[cita requerida]
Ya lista la poción, Astérix la toma, pero a Obélix no le dejan probarla porque se cayó dentro de la marmita cuando era pequeño y seguir tomándola sería peligroso.
- ¡Por Belenos, no hay derecho!.

### El espía romano
En el campamento de Petibonum, el centurión Caius Bonus dice a sus hombres que la "provocación" de Astérix ha sobrepasado los límites. El segundo jefe de la guarnición, Marcus Sacapus, añade que la fuerza de los galos es misteriosa, y que hay que descubrir su secreto. Caius Bonus pide que alguien se preste voluntario para ir como espía a la aldea de los galos. En la edición española de la época, se vuelve a presentar la zona de resistencia como una región - y no como una aldea - mediante el empleo de la palabra «país».[cita requerida]
- ¡Necesito un voluntario para ir como espía al país de los galos.
Como nadie se ofrece, se escogerá a quien pierda en el juego de las sillas, así que unos cuantos legionarios rasos se ponen a corretear al son de la tuba romana, y pierde Calígula Minus.
En la aldea gala, el jefe, Abraracúrcix, recuerda a sus hombres que si los romanos llevan mucho tiempo sin dar señales de vida es mejor estar prevenidos y no olvidar tomar la poción regularmente. En ese momento llega a la reunión el bardo Asurancetúrix, y ofrece entonar un canto para dar coraje a los guerreros.
Para no oír el canto del bardo, los reunidos se dispersan poniendo excusas. La de Abraracúrcix es ésta:
 - ¡Que el cielo se me caiga en la cabeza! ¡Qué tarde es!
Otro de los motivos recurrentes de la serie es que los galos sólo temen una cosa: que el cielo se les caiga en la cabeza.
En el campamento romano de Petibonum, han disfrazado de galo a Calígula Minus y lo están encadenando.
¿Qué es esto?
Vamos a pasearte cerca de la aldea de los galos. Cuando te vean vendrán a liberarte. Así podrás entrar en su país y apoderarte de su secreto...
Una patrulla se lleva a Calígula Minus encadenado para ponerlo al alcance de los galos. El falso prisionero se queja:
- ¡Por todos los dioses, mejor habría sido quedarme en Roma que ir a buscar fortuna y gloria en las legiones de César! ¡Mi piel no vale ni un sextercio y no volveré a comer la tapioca que me preparaba mi mamá!
Al rato, Astérix y Obélix se encuentran con la patrulla que conduce al encadenado.
- ¡Por Tutatis, allá vamos!

- ¡Por Júpiter! ¡Ahí llegan!
Los legionarios presentan una resistencia mínima, y el falso prisionero les es arrebatado. El rescatado se presenta como Caliguliminix, y dice que ha sido capturado viniendo de vacaciones desde Lutecia. Astérix y Obélix lo conducen a la aldea. A Astérix le extraña que lo hayan apresado, ya que ahora los romanos están en paz con los galos. Caliguliminix dice de sí mismo que, por su aspecto astuto y despierto, los romanos lo han tomado por espía.

En el campamento romano, los miembros de la patrulla rinden cuenta de su misión al centurión:
- Los galos llegaron, vieron y se llevaron a Calígula Minus. 
- ¡Magnífica victoria para nosotros! 
- ¡Esperemos que Calígula Minus llegue entero para contarnos lo que haya visto! 
- ¡Lo espero por él! De lo contrario, yo me ocuparé de sus pedazos. 
- Alea jacta est! 

- ¿Cómo...?
Ya llegados a la aldea gala Astérix, Obélix y Caligulaminix, éste es invitado a entrar en la cabaña del jefe, donde también están el druida y el bardo.
- ''Ave''... ejem... ¡Buenos días!
- Voy a entonar un canto de bienvenida...

- ¡Será mejor que vayas a ver si estoy subido en un roble!
Astérix le dice al recién llegado que dé un paseo por la aldea hasta la hora de comer. Así lo hace Caliguliminix, y en su recorrido ve al herrero Esautomátix trabajar el metal a puñetazos, a Obélix transportar un menhir con una mano y a Astérix correr tirando de un carro cargado de troncos.

Ya de vuelta del paseo, durante la comida el espía intenta sonsacar a Astérix y a Obélix diciéndoles que si él tuviera tanta fuerza como los aldeanos podría cruzar las filas romanas y regresar a Lutecia. Lo llevan al bosque a ver al druida, que se niega a desvelar el secreto. Caligulaminix dice entonces que de todas maneras intentará volver a Lutecia, y que si es capturado y llevado a Roma para ser devorado por los leones en el circo será culpa del druida. Convencido por Astérix y Obélix, el druida accede a preparar poción mágica para Caligulaminix, así que se dirigen a la aldea para hacerla y celebrar una fiesta. Pronto, el espía prueba la poción:
- Parece una sopa de verduras.

- Sí, puedo darle distintos sabores: sopa de pescado, tortilla de queso, pato a la naranja y praline.
Le dicen a Caliguliminix que levante una roca y él, para su asombro, lo hace con facilidad.
Enseguida, comienza la fiesta.
- ¡Vamos, rápido, Calcomanix!
El bardo dirige el baile. Los demás participantes, todos hombres, se colocan en dos hileras enfrentadas. Uno de los movimientos del baile consiste en tirarse unos a otros del bigote, y de esa manera se revela que Caligulaminix está disfrazado y ha de ser un espía. El romano echa a correr, y, con la rapidez que le da la poción mágica, pronto llega al campamento de Petibonum.

Allí, el centinela, al verlo venir tan raudo y aún con parte del disfraz, no lo reconoce y le espeta:
- ¡Alto...! ¿Quo vadis, galo?

Sin que pueda impedirlo el centinela, el recién llegado entra como una exhalación, llega hasta la tienda del centurión y le cuenta lo que sabe. Para poner a prueba los efectos del brebaje, el centurión le manda pelearse con otros legionarios. Estos se ríen.
- ¡''Ave, Caligula Minus, morituri te salutant''.
En un momento, Calígula Minus da una soberana paliza a sus contrincantes. Para saber cuánto dura el efecto de la droga, el centurión le manda levantar una roca y sostenerla en alto hasta que pierda las fuerzas. A las pocas horas, encima de Calígula Minus caen primero la piedra y después sus contrincantes. Caius Bonus piensa de sí mismo que, de hacerse con la receta de la poción, podrá llegar a ser emperador: Caius César.

### El druida capturado
Panorámix va al bosque a recoger muérdago y cae en una trampa excavada por los romanos. La patrulla, mandada por Tulius Octopus, se lleva al druida preso en una red.
Ya en el campamento, el druida es instalado en una tienda y se le tortura haciéndole cosquillas en los pies con una pluma para que diga la fórmula de la poción, y el centurión le apremia:
- ¡Que lo dices!

- ¡Que lo dices tú!
El druida es duro de pelar, y va pasando el tiempo:
- ¡Pero bueno, druida!: ¡que esto no es un juego! Llevamos horas torturándote y no te hace nada.

- ¡Vaya que no!: me hace pasar el tiempo.
En la aldea, Astérix está intranquilo por la tardanza del druida, así que sale a buscarlo. Tras cruzar el bosque, llega hasta la calzada romana, y allí encuentra a un hombre un tanto simplón que se dedica a vender bueyes y, como sólo le quedan dos que tiran de un carro cargado con paja, no sabe si venderlos, pues de hacerlo no podría volver a casa con el carro. Astérix le dice que pase de ser mercader de bueyes a ser mercader de carros, y así podrá vender el carro y volver a casa con los bueyes. Al mercader le parece prodigiosa la idea de Astérix, que le pregunta por el druida. El mercader dice que ha visto cómo se lo llevaban en una red los legionarios camino de Petibonum. Astérix le dice al mercader que precisamente en ese campamento hay una feria de carros, así que se dirigen al lugar y, antes de entrar, Astérix se esconde entre la paja y le dice al mercader que es para dar una sorpresa a unos amigos. El mercader empieza a reírse ilusionado con la broma, y el centinela sospecha de él.
- ¿Qué pasa, Gracus Sextilius?
- ¡Este hombre se burla de mí, Claudius Quintilius!
- ¡Déjale entrar, le conozco, es inofensivo!

Ya en el campamento, el mercader pregunta a Astérix por qué no se da a conocer aún, y Astérix le dice que al día siguiente será más divertido.
Por la noche, Astérix comienza a explorar el campamento, y oye una conversación entre el centurión Caius Bonus y su segundo, Marcus Sacapus. El centurión pretende emplear la virtud de la poción para convertirse en "César", y quiere contar con la ayuda de Marcus Sacapus para formar con él un triunvirato de dos, aunque tiene pensado eliminar después a su compinche y formar él solo el triunvirato. Marcus Sacapus tiene a partir de ese momento la intención correspondiente.
Astérix sigue con la exploración del campamento, y, al ver una tienda vigilada por dos guardias, sospecha que en ella se encuentra el druida, y allí se dirige. Entra en la tienda aprovechando el estupor de los guardias, y uno de ellos, asustado por haberlo reconocido, le dice al otro que se va a buscar refuerzos.
- B...bien, ¡pero no tardes, oh Caius Capitopus!
Efectivamente, en esa tienda está el druida Panorámix.
- ¡Qué locura, oh Astérix, venirte a meter en la boca de la loba romana, por Belisana.
Caius Capitopus avisa al centurión, que manda tocar a rebato. Suenan así las tubas romanas mientras se hace de día.
Frente a la entrada de la tienda del druida, los legionarios se apuestan en formación de tortuga. Astérix sale para entregarse.
- ¡Vamos!... ¡Que me rindo! ¡Haced algo! ¡No tengo tiempo para perder yo!
- Alors, quoi?!. Je me rends! Faites quelque chose! Je n'ai pas temps à perdre, moi!
Al estar hechas en Cataluña, en las traducciones españolas de las aventuras de Astérix abundan los catalanismos. La construcción de la frase «¡No tengo tiempo para perder yo!», con ese sujeto al final, es típica del catalán y del francés; en ese último idioma, el pronombre que expresa el sujeto de la frase está repetido.[cita requerida]
Ya apresado y encadenado, Astérix es instalado en la misma tienda del druida, y el centurión se encara con ellos:
- No has querido hablar, druida. Pero mañana, con la tortura, ¡tal vez tu amigo sea más locuaz!
Y, saliendo de la tienda, dice:
- ¡Aut Caesar aut nihil!
«¡O César o nada!»: frase atribuida en la vida real a César Borgia.
- ¡No se imagina hasta qué punto voy a ser locuaz! ¡Locuacearé como jamás se ha locuaceado!
Enseguida, Astérix es desencadenado y los dos galos son conducidos a otra tienda. Allí, el centurión amenaza con torturar a Astérix. El druida no cede, y se manda traer al verdugo. A punto de empezar éste su trabajo, Astérix comienza a quejarse lastimeramente, y Panóramix cede y suplica que cese la tortura. El verdugo se va contrariado por no haber podido hacer su trabajo.
Acompañado por dos legionarios, el druida Panorámix sale a buscar los ingredientes de la poción.
Ya de vuelta, los dos legionarios informan al centurión:
- El druida está de vuelta con muérdago, raíces...

- ...hierbas y flores. Pide una marmita.
Habiéndosele proporcionado la marmita, el druida va nombrando los secretos de la poción que está preparando. Pero dice que le falta algo importante: fresas. No es temporada, así que a los legionarios les va a costar encontrar unas cuantas. El druida sugiere esperar a que sea tiempo de fresas.
- ¡No! ¡Rápido! ¡Que salgan mensajeros! ¡¡¡Necesito fresas!!! ¡¡¡Illico presto!!!
«Illico presto»: «A la voz de ya», literalmente «Inmediatamente listo».
Mientras buscan fresas los legionarios, Astérix y Panorámix descansan en la tienda.
- ¡Pasamos unas vacaciones a expensas de César!
Días después, vuelven los legionarios sin fresas. Pero falta Tulius Octopus, que llega enseguida con unas pocas que ha pagado carísimas a un mercader griego. El centurión las lleva a la tienda de los galos, y éstos las prueban y, probándolas, se las comen todas. Después del consiguiente berrinche del centurión, le dicen que no ha de preocuparse, que se puede hacer la poción sin fresas, sólo que no será tan buena.

Ya hecho el cocimiento, el centurión recela y pide un voluntario para probarlo. Los miembros de la tropa no están por la labor, y dos de ellos miran al cielo:
- ¿Quid novi?

- Sursum corda.
Se decide que habrá de probar la poción alguien inofensivo, como es el mercader de bueyes. Luego, el centurión quiere comprobar el efecto, así que pide un voluntario para recibir un golpe del mercader, pero la tropa sigue sin estar por la labor:
- Vanitas vanitatum et omnia vanitas... 
- De facto... 
- ¿Quomodo vales?

- Bien, gracias.
El centurión manda al mercader que golpee a Astérix. El mercader lo hace con mucha delicadeza, y Astérix finge perder el conocimiento. El druida, a su vez, finge reanimarlo, y le pregunta cómo está.
- ¡Creía que el cielo se me caía en la cabeza!
El centurión arde de júbilo, y él y sus hombres se apresuran a beber de la marmita. El mercader toma su carro y sus bueyes y se va.

La poción no da fuerza a los romanos, sino que les hace crecer el pelo y la barba a toda velocidad. Si el centurión manda matar a los galos, se quedará sin el antídoto. Ya harto, va a hablar con ellos, y tiene este diálogo con Astérix:
- ¡Te burlas de mí, galo, pero tengo que negociar contigo!

- ¡Hablemos con un pelín menos de sutileza!
- ¡Porque ya está bien!: ¡no te me subas a las barbas!
- ¡Espera! ¡No te vayas!

- ¡Bueno, pero no me entres a contrapelo! No te desmelenes. Habla, que te escuchamos.
Panorámix, que no ha parado de reírse, dice que está cansado. Astérix lo disculpa así:
- Es que tiene un pelo en la mano que le estorba. Puede que tenga también un pelo en la lengua.
Panorámix le dice al centurión que le preparará el antídoto, pero que hay que ir al bosque a buscar los ingredientes. El centurión pone una escolta de dos legionarios a los galos, y los cuatro salen del campamento.

Ya de vuelta los dos galos y en la tienda, con vigilancia fuera, el druida pone al fuego dos marmitas: una grande y otra pequeña. En la pequeña, Panorámix va a preparar la poción mágica para Astérix.
- En la marmita grande voy a preparar el "contraveneno": agua, un hueso con tuétano, verduras y sal... Ya que tendremos que probarlo delante de los romanos, por lo menos que sea un buen caldo...
Ya hechas las pociones, los galos salen con la marmita grande. El centurión hace probar primero a Astérix.
- Muy bueno... Pero estaría mejor aún con cuscurros...
El centurión dice que cómo puede saber que esa poción detiene el crecimiento del pelo y de la barba. Astérix le dice que a él, que acaba de probarla, no le está creciendo el bigote. Enseguida, los romanos se atiborran del contenido de la marmita. Creyendo que ya se han acabado sus problemas, deciden atacar a los galos, pero Astérix, en la tienda, ha bebido de la poción mágica, así que agarra a Marcus Sacapus de la barba y entona una canción:
- Tengo una barba morena. No es una barba cualquiera

Marcus Sacapus es empleado como proyectil lanzado al grueso de la guarnición, y los galos intentan salir del campamento. El centinela, por su parte, intenta detenerlos.
- ¡Vade retro!
Astérix lo despacha en un momento, pero vienen por la llanura muchos romanos. Al rato, un portaestandarte avisa al centurión de que alguien lo espera en su tienda. El centurión entra en ella, encuentra un manto que no conoce, lo toma y oye:
- ¿Quieres hacer el favor de dar al César lo que es mío?
Julio César acaba de llegar para ver cómo están las cosas con los irreductibles, y pregunta por qué no se le ha dado una recepción como es debido. El centurión le responde que precisamente están en lucha con unos galos. Al saber de cuántos galos se trata, Julio César exclama:
- ¡Por Cleopatra, que me presenten a ese dúo capaz de poner en movimiento toda una guarnición de mis legionarios!
Al saber por los galos los planes del centurión, César lo destina a la «Mongolia Inferior». A los galos les concede la libertad.
- Pero es sólo un préstamo, ¡nos volveremos a encontrar!

- ¡Cuento con ello, oh, Julio!
En el final de la historia, el personaje de César tiene casi el aspecto definitivo que mantendría en la serie.
Ya de vuelta en la aldea, se celebra un banquete por la noche con las mesas puestas en anillo en torno a una hoguera. Asurancetúrix castiga los oídos de sus vecinos de mesa cantando mientras se acompaña con la vihuela de arco, y Obélix pide un segundo jabalí.

## Adaptación cinematográfica
- 1967: Astérix el Galo.